# 阪本一樹
阪本 一樹（さかもと いつき、1998年5月6日 - ）は、日本の元俳優。2020年までホリプロに所属していた。
小田学が監督する初長編作品『サイモン＆タダタカシ』（2018年）で、須賀健太と共に主演を務めた。映画初出演であり初主演となる。

## 略歴
1998年、兵庫県西宮市に生まれる。
阪神甲子園球場があることもあって、中学まで左投げの投手として野球をやっていたが、怪我のために野球を続けることを断念する。高校1年時に大阪でスカウトされたことがあり、芸能界を意識するようになる。どうやれば芸能界に入れるのか判らずにいたが、ジュノン・スーパーボーイ・コンテストを薦めてもらい、これに応募。第28回（2015年）ジュノン・スーパーボーイ・コンテストにてフォトジェニック賞を受賞する。
2018年3月公開の『サイモン&タダタカシ』で映画初出演で初主演。舞台挨拶では、2月の先行上映会で「初日舞台挨拶はふんどし姿で登壇する」という決意表明を行ったことから鍛え上げられた肉体を御礼と刺繍されたふんどしと共に披露した。
2021年2月22日、自身のTwitterを更新し、ホリプロを契約解除になったことを報告。SNSで情報を発信していくとしていたが、契約解除後に表立った芸能活動は見られない。

## 出演
太字は主演。

### 映画
- サイモン&タダタカシ（2018年、日活、小田学監督） - 主演・サイモン 役（須賀健太とダブル主演）[2][1]
- YOU達HAPPY映画版 ひまわり（2018年、キグー、杉本達監督） - 本人 役[4]
- 泣くな赤鬼（2019年、KADOKAWA、兼重淳監督）
- 花束みたいな恋をした（2021年、東京テアトル / リトルモア、土井裕泰監督）

### テレビドラマ
- KBOYS（2018年10月11日 - 12月13日、ABCテレビ） - 坂本俊一郎 役
- びしょ濡れ探偵 水野羽衣 第1話（2019年7月4日、テレビ東京） - 湯沢雄大 役
- 江戸前の旬 season2 第9貫・第10貫（2019年12月22日・29日、BSテレ東） - 結城達也 役
- 『このミス』大賞ドラマシリーズ 連続殺人鬼カエル男 第1話（2020年1月10日、カンテレ） - 立花志郎 役

### CM
- 花王「メリット」（2018年）[2]
- 東京シティ競馬「トゥインクルレース35周年記念 Short Movie」（2021年）

### MV
- MACO「Sweet Memory」（2017年）[2]

### バラエティ
- THE突破ファイル File.1「少女からの怪電話の謎を解け!」（2019年11月21日、日本テレビ） - 小川優太 役

### 配信ドラマ
- 猿に会う（2020年4月10日 - 18日、dTV） - 神無月 役